# Аппатов, Семён Иосифович
Семён Иосифович Аппатов (первоначально Апатов; 24 января 1930, Первомайск, Николаевская область — 26 марта 2003, Цинциннати, Огайо, США) — советский историк-международник, политолог, доктор исторических наук (1981), профессор (1982), заслуженный деятель науки и техники Украины (1993), член Национального союза журналистов Украины (1964).

## Биография
Родился 24 января 1930 года в городе Первомайск Николаевской области в семье врача Иосифа Самуиловича Апатова (1903—?), также уроженца Первомайска. Во время войны отец был на фронте (капитан медицинской службы), а С. И. Аппатов с матерью Ханой Гойхман находился в эвакуации в г. Ирбит Свердловской области. После освобождения Одессы вернулся в город. Окончил с золотой медалью одесскую среднюю школу № 50 (1947) и поступил в Киевский университет на факультет международных отношений. В 1952 году — окончил университет с дипломом, получил специальность историка международника, и референта-переводчика. После чего вернулся в Одессу.
Был лектором общества «Знание» (1952-1954). Обучался в Одесском педагогическом институте иностранных языков (1956-1960). В то же время работал в Одесском областном комитете профсоюза работников образования (1954-1958). Преподавал историю и экономическую географию на английском языке в Одесской спецшколе-интернате № 2, а также преподавателем и директором Одесских трехлетних курсов иностранных языков (1958-1966). С. Аппатов преподавал историю международных отношений и внешней политики СССР в вечернем Университете марксизма-ленинизма (1961-1966).
В 1966 году без отрыва от труда и обучения в аспирантуре защитил кандидатскую диссертацию тема: Американская историография о политике США в Германии и германской проблеме после II-й мировой войны в Московском государственном институте международных отношений. Ученик профессора К. Д. Петряева. С 1966 года — ассистент, старший преподаватель, с 1967 года — доцент кафедры новой и новейшей истории Одесского государственного университета им. И. И. Мечникова.
В 1980 году в Институте всеобщей истории АН СССР защитил докторскую диссертацию на тему: Общие проблемы европейской политики США после второй мировой войны. Критический анализ концепций американской буржуазной политологии, посвященную анализу американской историографии политики США в Европе.
В январе 1985 года в результате многолетних усилий С. И. Аппатова на базе городского Дома ученых был образован семинар по теории, истории и историографии международных отношений. В июне 1992 года, вместе с коллегами, С. И. Аппатов при ИСН ОНУ создал Центр международных исследований (ЦМИ) и был его первым директором (1992-1999). В 1994 году благодаря личным усилиям С. И. Аппатова в рамках ИСН ОНУ было открыто отделение международных отношений и впоследствии создана кафедра международных отношений, которую он возглавил.
В конце 1990-х гг. С. Аппатову было присвоено звание академика Украинской академии политических наук и почетное звание заслуженного деятеля науки и техники Украины.
С 1996 года работал зав. кафедрой международных отношений Одесского государственного университета, директором Центра международных исследований.
С 1999 года жил в США. Умер в Цинцинати, штат Огайо, 26 марта 2003 года

## Научная деятельность
Историк-международник, политолог, особое место в научной деятельности занимало изучение внешней политики США, а также — внешнеполитические концепции. С. Аппатов впервые на Украине, ещё в советское время, перевел изучение историографии политике США с плоскости пропагандистской критике в плоскость научного анализа, а также обращал внимание изучению процессу формирования национальных интересов Украины на международной арене.
В 1986 году в рамках фулбрайтовской программы международных научных обменов читал курс лекций в Тафтском университете США, а также принимал участие в научных конференциях в Гарвардском университете. С этого же года он был членом американских научных обществ: Ассоциации международных исследований, Общества историков американской внешней политики.

### Научные труды
- Американская историография германской проблемы / С. И. Аппатов. — М. : Междунар. отношения, 1966.
- Американская историография внешней политики США / С. И. Аппатов, Г. Н. Севастьянова. — М. : Наука, 1972.
- США и Восточная Европа: общие проблемы амер. континент. политики / С. И. Аппатов. — М. : Мысль, 1979.
- Школы и направления в американской историографии послевоенных международных отношений / С. И. Аппатов // История и историки. — М., 1980.
- Критический анализ американской буржуазной историографии: концепции восточноевропейской политики США / С. И. Аппатов, И. Н. Коваль. — Киев ; Одесса : Вища шк., 1984.
- Покровители агрессии: Ближний Восток в свете буржуазной историографии / С. И. Аппатов, П. Я. Райнов. — Киев; Одесса: Вища школа, 1986. — 162 с.
- США: современная внешнеполитическая мысль: аназиз концепций американской политологии 1980-х гг. / С. И. Аппатов. — Одесса : Логос, 1992.
- Американские ученые о независимой Украине / С. И. Аппатов // Український історичний журнал. — 1995. — № 2.
- Украина и проблемы европейской безопасности / С. И. Аппатов. — Лондон ; Нью-Йорк : Макмиллан-Пресс, 1998. — Англ. яз.